# Renny Vega
Renny Vega   (Acarigua, 4 de juliol de 1979) és un futbolista veneçolà de la dècada de 2010.
Fou 66 cops internacional amb la selecció de Veneçuela.
Pel que fa a clubs, fou jugador, entre d'altres, de Colo-Colo, Bursaspor, Denizlispor i Caracas.